# Mark Martin

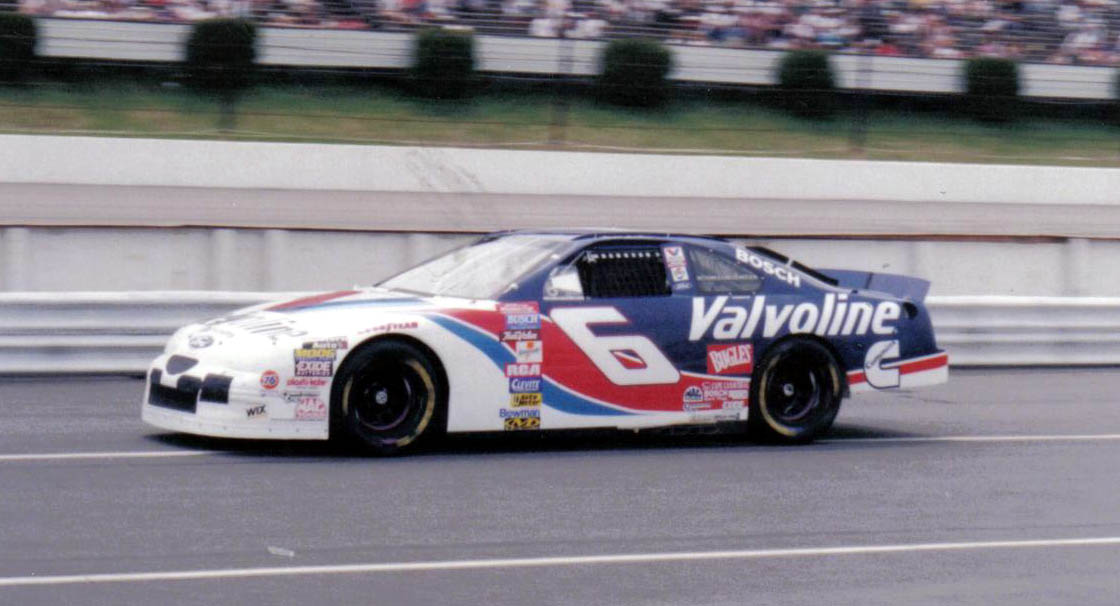
Martin op de Pocono Raceway in 1997

Mark Martin (Batesville (Arkansas), 9 januari 1959) is een Amerikaans autocoureur. Hij is vijfvoudig vice-kampioen van de NASCAR Sprint Cup. Hij kondigde eind 2013 zijn afscheid aan nadat hij 31 jaar in de Sprint Cup had gereden.

## Carrière

### Sprint Cup
Martin debuteerde in de Winston Cup in 1981 op de North Wilkesboro Speedway. Een jaar later reed hij voor het eerst fulltime en finishte op de veertiende plaats in de eindstand, waarna hij weer enkele jaren parttime aan de slag is in het kampioenschap. Vanaf 1988 gaat hij aan de slag bij Roush Racing waar hij tot het einde van 2006 zou blijven. Hij behaalde in zijn tweede jaar bij het team zijn eerste overwinning en finishte op de derde plaats in de eindstand. In 1990 werd hij voor de eerste keer vice-kampioen nadat hij de titel moest laten aan Dale Earnhardt. Hij wordt eveneens tweede in 1994, 1998 en 2002. In 2007 en 2008 reed hij het kampioenschap parttime om in 2009 over te stappen naar het gerenommeerde Hendrick Motorsports in een poging om alsnog een titel te winnen. De inmiddels vijftigjarige Martin moet zijn teamgenoot Jimmie Johnson voor laten gaan tijdens de Chase for the Championship en wordt voor de vijfde keer vice-kampioen. In 2010 reed hij een tweede seizoen voor Hendrick Motorsports en vanaf 2011 reed hij nog voor drie andere teams tot eind 2013, toen hij afscheid nam van de Sprint Cup. Op het einde van zijn carrière had hij veertig races gewonnen in de Sprint Cup en was hij 56 keer vertrokken vanaf poleposition.

### Nationwide Series & Truck Series
Martin reed doorheen zijn carrière parttime in de Busch Series, met uitzondering van 1987 toen hij het seizoen volledig reed en drie races won. In 1993 reed hij veertien van de achtentwintig race waarvan hij er zeven won. Op het einde van 2009 had hij 48 overwinningen geboekt in deze raceklasse. In de Camping World Truck Series had hij op het einde van 2009 zeven overwinningen achter zijn naam staan.

## Resultaten in de NASCAR Winston/Sprint Cup
Winston/Sprint Cup resultaten (aantal gereden races, polepositions, gewonnen races en positie in het kampioenschap)
| Jaar | Races | Polepositions | Overwinningen | Kampioenschap |
| ---- | ----- | ------------- | ------------- | ------------- |
| 1981 | 5     | 0             | 0             | 42e           |
| 1982 | 30    | 0             | 0             | 14e           |
| 1983 | 16    | 0             | 0             | 30e           |
| 1986 | 5     | 0             | 0             | 47e           |
| 1987 | 1     | 0             | 0             | 102e          |
| 1988 | 29    | 1             | 0             | 15e           |
| 1989 | 29    | 6             | 1             | 3e            |
| 1990 | 29    | 3             | 3             | 2e            |
| 1991 | 29    | 5             | 1             | 6e            |
| 1992 | 29    | 1             | 2             | 6e            |
| 1993 | 30    | 5             | 5             | 3e            |
| 1994 | 31    | 1             | 2             | 2e            |
| 1995 | 31    | 4             | 4             | 4e            |
| 1996 | 31    | 4             | 0             | 5e            |
| 1997 | 32    | 3             | 4             | 3e            |
| 1998 | 33    | 3             | 7             | 2e            |
| 1999 | 34    | 1             | 2             | 3e            |
| 2000 | 34    | 0             | 1             | 8e            |
| 2001 | 36    | 2             | 0             | 12e           |
| 2002 | 36    | 0             | 1             | 2e            |
| 2003 | 36    | 0             | 0             | 17e           |
| 2004 | 36    | 0             | 1             | 4e            |
| 2005 | 36    | 0             | 1             | 4e            |
| 2006 | 36    | 0             | 0             | 9e            |
| 2007 | 24    | 0             | 0             | 27e           |
| 2008 | 24    | 0             | 0             | 28e           |
| 2009 | 36    | 7             | 5             | 2e            |
| 2010 | 36    | 1             | 0             | 13e           |
| 2011 | 36    | 2             | 0             | 22e           |
| 2012 | 24    | 4             | 0             | 26e           |
| 2013 | 28    | 1             | 0             | 25e           |